# ハッブスオウギハクジラ
ハッブスオウギハクジラ（ハッブス扇歯鯨、Mesoplodon carlhubbsi）はハクジラ亜目アカボウクジラ科オウギハクジラ属に属するクジラである。

## 分類
魚類学者のカール・ハッブス (英語版) によって発見された時にはタイヘイヨウオウギハクジラであると考えられたが、後に新種であることが示された。
種小名の「carlhubbsi」はハッブスの名前に由来する。
別名として「Arch-beaked whale」が存在する。

## 形態

ヒトとの大きさの比較。

ハッブスオウギハクジラの体型はオウギハクジラ類としては典型的であり、比較的丸っこく、先細りの紡錘形である。口吻の長さは平均的である。コブハクジラのように下顎の一部が上顎からはみ出たフェンス状になっているが、コブハクジラほどは極端ではない。
歯生はオウギハクジラ属としては典型的であり、雄は上顎には歯はなく、下顎に2本だけ長い歯を有しており、口外に露出している。雌の場合には全ての歯は歯茎に隠れている。
ハッブスオウギハクジラの特徴は頭部に帽子のような白い模様と全身の傷である。
雄の体色は全身が濃い灰色あるいは黒であり、腹側に明るい色を持たない。口吻と頭部のメロン付近は白く、体表に多くある傷も白い。雌や未成熟の個体は背側は明るい灰色で、腹側は白い。
成獣は体長5.4m、体重1,500kgに達する。生まれた直後の体長は2.5mであり、母親の体長の46%に相当し、オウギハクジラ類の中で最も大きな比率である。

## 生息域、生息数
本種は北太平洋に生息する。西側は日本列島の付近、東側はブリティッシュコロンビア州からカリフォルニア州にかけての海域に生息することが知られている。その中間の海域にもおそらく生息すると考えられるが、目撃例は報告されていない。推測されている生息域は狭いため、生息数は多くはなく珍しい種であると考えられるが、全生息数は不明である。
座礁により確認されている個体は60頭以上が知られており、野生下での目撃例は1994年のオレゴン州における事例と、バンクーバー島沖における2015年と2016年の事例のみが報告されている。バンクーバー島の近海では、音響調査における確認も複数回存在する。

## 生態
野生下での目撃例は1例が知られているのみで乏しいため、生態は不明であるが、おそらく他のオウギハクジラ類と同様に小さな群を成して行動すると思われる。
成体の雄の体表には同種の雄と争ってできた傷が多数あるため、他のオウギハクジラ類よりも同種の雄同士の争いが頻繁に行われていると考えられる。
主にイカや小魚を食べると考えられている。

## 保護
日本では時々捕鯨船によって捕獲されることがある。
カリフォルニア沖では流し網による混獲の犠牲になることが知られている。